# Valerij Pustovojtenko
Valerij Pavlovyč Pustovojtenko (in ucraino Валерій Павлович Пустовойтенко; Adamivka, 23 febbraio 1947) è un politico ucraino, Primo ministro dal 16 luglio 1997 al 22 dicembre 1999.